# Almuédano

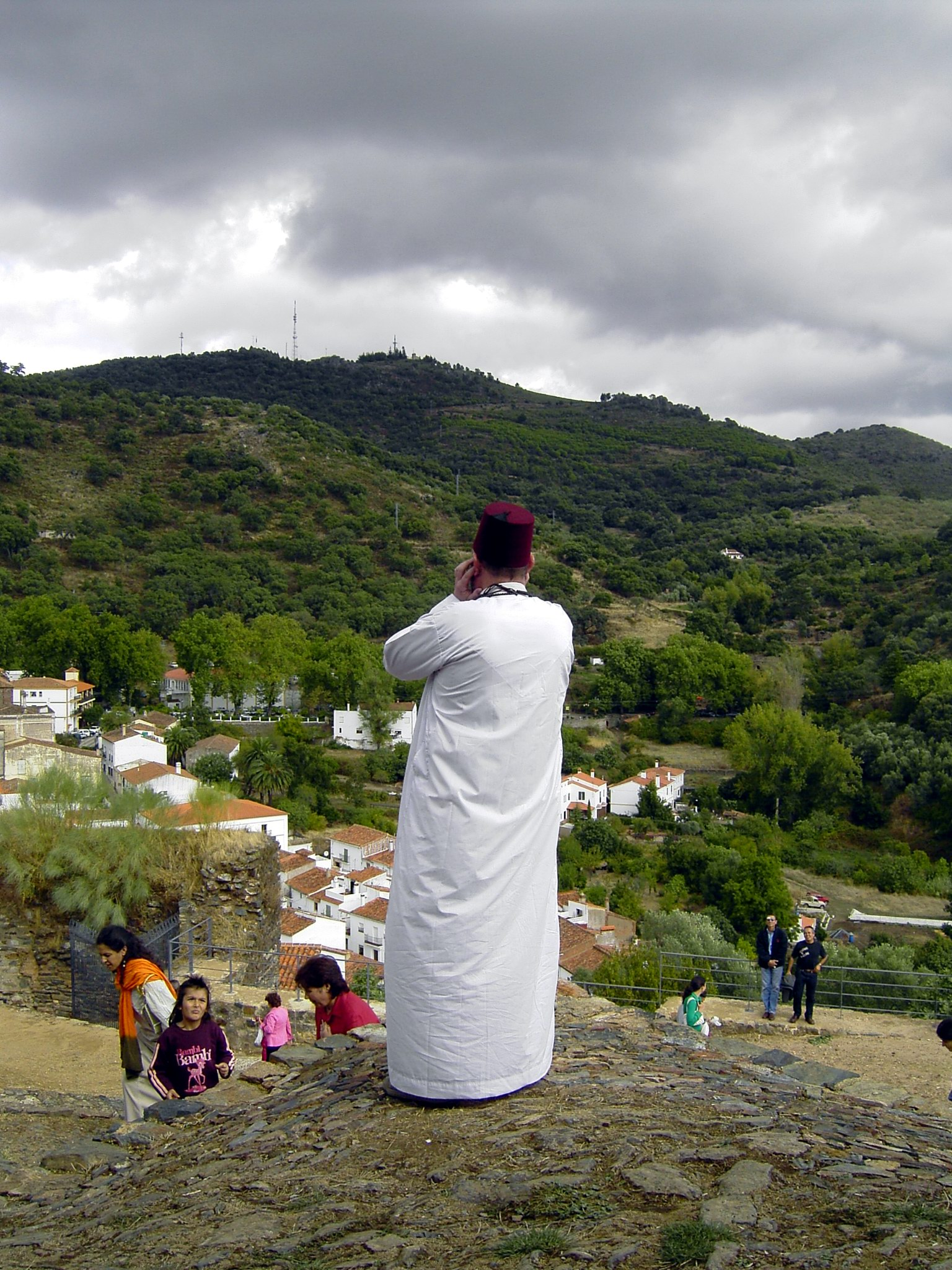
Almuédano llamando a la oración.

El almuédano (en árabe: مُؤَذِّن‎, romanizado: muʾadh·dhin, AFI: //mu.ʔað.ðin//), también llamado almuecín o muecín es, en el Islam, el miembro de la mezquita responsable de la llamada a la oración, con una frecuencia de cinco veces al día, desde un minarete.
Los tres términos españoles proceden del árabe مُؤَذِّن [mu'aḏḏin] o "gritador". "Almuédano" viene directamente del árabe andalusí, "muecín" viene del turco müezzin (tomado del árabe) por medio del francés y "almuecín" es un híbrido de ambas palabras.
El almuédano es elegido por su voz y su personalidad. En algunas ocasiones, aparte de efectuar la llamada, se coloca durante la oración en una plataforma situada en el lado opuesto al del púlpito o minbar y responde a los sermones del imán. En la actualidad, los almuédanos con frecuencia ya no suben a los minaretes, sino que pronuncian la llamada a la oración con la ayuda de megafonía.
El primer almuédano del Islam fue Bilal ibn Rabah (بلال بن رباح). Hay otros almuédanos célebres por la calidad de sus voces. Según la tradición islámica, el primer muecín fue llamado por Mahoma tras un sueño donde veía a un hombre orando con el canto.